# Metandrocarpa
Metandrocarpa is een geslacht van zakpijpen (Ascidiacea) uit de familie Styelidae en de orde Stolidobranchia.

## Soorten
- Metandrocarpa agitata Kott, 1985
- Metandrocarpa asymmetra Monniot C., Monniot F., Griffiths & Schleyer, 2001
- Metandrocarpa dura (Ritter, 1896)
- Metandrocarpa fascicularis Millar, 1962
- Metandrocarpa indica Kott, 1972
- Metandrocarpa kudoi Rho & Cole, 1999
- Metandrocarpa manina Monniot C. & Monniot F., 1987
- Metandrocarpa michaelseni Ritter & Forsyth, 1917
- Metandrocarpa miniscula Kott, 1985
- Metandrocarpa protostigmatica Michaelsen, 1922
- Metandrocarpa reducta Monniot C., 1988
- Metandrocarpa sterreri Monniot C., 1972
- Metandrocarpa taylori Huntsman, 1912
- Metandrocarpa thilenii Michaelsen, 1922
- Metandrocarpa uedai Watanabe & Tokioka, 1972

Niet geaccepteerde soorten:
- Metandrocarpa dermatina Huntsman, 1912 → Metandrocarpa dura (Ritter, 1896)
- Metandrocarpa tritonis (Michaelsen, 1904) → Monandrocarpa tritonis (Michaelsen, 1904)